# Rainbow Reel Tokyo
Le Rainbow Reel Tokyo (レインボー・リール東京) ou Festival international du film gay et lesbien de Tokyo (TILGFF) est un festival de cinéma LGBT fondé en 1992 et ayant lieu chaque année à Tokyo.
La première édition a eu lieu au Nakano Sun Plaza, les trois suivantes au Baus Theater de Kichijōji et ensuite au Spiral.